# Male Rebrce
Male Rebrce so naselje v Občini Ivančna Gorica.